# Epiphragma (Epiphragma) petulantia
Epiphragma (Epiphragma) petulantia is een tweevleugelige uit de familie steltmuggen (Limoniidae). De soort komt voor in het Australaziatisch gebied.